# Ingham (Norfolk)
Ingham is een civil parish in het bestuurlijke gebied North Norfolk, in het Engelse graafschap Norfolk met 374 inwoners.